# Beastmaster – Herr der Wildnis
Beastmaster – Herr der Wildnis ist eine australisch-kanadische Fantasyserie von dem Autor Steve Feke, dem Regisseur Michael Offer und dem Produzenten Brett Popplewell, gedreht ab 1999 in den USA. Die Serie dreht sich rund um die Abenteuer des Beastmasters und bezieht sich auf die Film-Trilogie Beastmaster – Der Befreier, Beastmaster II – Der Zeitspringer und Beastmaster – Das Auge des Braxus.

## Handlung
Der Krieger Dar, der mit Tieren sprechen kann, weswegen er auch Beastmaster genannt wird, und seine Gefährtin Kyra sind die letzten Überlebenden ihres Stammes, der von den feindlichen Terron ausgerottet wurde. Jedoch wird Kyra von den Terron entführt und König Zad versucht mit allen Mitteln, auch Dar zu fangen, um dessen außergewöhnliche Fähigkeit zu erlangen.
Dar muss sich vielen Abenteuern und Herausforderungen stellen, um König Zad und die Terron zu besiegen, sowie Kyra und das Königreich befreien zu können.

## Figuren
| Rolle               | Rolle        | Schauspieler    | Dauer der Hauptrolle | Dauer der Hauptrolle |
| Funktion            | Name         | Schauspieler    | Staffeln             | Episoden             |
| ------------------- | ------------ | --------------- | -------------------- | -------------------- |
| Beastmaster         | Dar          | Daniel Goddard  | 1–3                  | 66                   |
| Dars Freund, Heiler | Tao          | Jackson Raine   | 1–3                  | 66                   |
| König               | Zad          | Steven Grives   | 1–3                  | 32                   |
| Magier              | Der Alte     | Graham Bond     | 1–2                  | 24                   |
| Gelehrte vom Alten  | Die Magierin | Monika Schnarre | 1–3                  | 29                   |
| Gelehrte vom Alten  | Die Magierin | Dylan Bierk     | 2                    | 9                    |
| Freundin von Dar    | Kyra         | Natalie Mendoza | 1                    | 7                    |
| Dämon               | Curupira     | Emilie de Ravin | 1–2                  | 8                    |
| Kämpferin           | Arina        | Marjean Holden  | 2–3                  | 22                   |
| Kämpfer             | Dartanus     | Marc Singer     | 3                    | 6                    |
| König               | Voden        | David Paterson  | 2                    | 9                    |